# Brandbombe
En brandbombe er en bombe, der antændes og brænder. Man bruger en brandbar væske (som spredes og antændes, fx Fuel Bomb eller Napalm) eller gas (bliver næsten kun anvendt i hjemmelavede bomber fx en deodorant). Brandbomber er ofte forbudt at bruge i krig, fordi branden, den skaber, nemt kan komme ud af kontrol eller som fx napalm, der godt kan slukkes med et brandtæppe, men vil antænde sig selv lige så snart, det kommer i kontakt med ilt, fordi det stadig er varmt.
Det mest anvendte middel i brandbomber er napalm, som blev brugt meget under Vietnamkrigen. Napalm er en form for benzin-gele, som også bliver brugt i flammekastere, fordi benzin, som man brugte til at begynde med, brændte op, inden det nåede målet.